# Vuelta al Sur
Vuelta al Sur es un libro del escritor y poeta palentino Juan José Cuadros Pérez (1926 - 1990), editado en 1977 por la editorial Rialp correspondiente al número 343 de la colección de poesía Adonáis, compuesto por veintidós poemas.
El poeta había pasado sus primeros años en tierras andaluzas, primero en Beas de Segura, y más tarde en Baeza, para continuar con sus estudios de bachillerato, y a partir de 1945 se traslada a Madrid. Treinta años más tarde, hace una reflexión de su infancia y adolescencia en el sur, desgrana en sus poemas todos sus recuerdos y añoranzas con cariño, aunque también afloran el sentimiento y dolor, la tristeza y la melancolía, viéndose reflejado en el espejo de su niñez.

cómo me gustaría ser de aquí
 para oponer a la esperanza
 un presente gozoso
 de otros días
 sin vuelta.
Meditación en el Sur.

## Estructura
| - Hora de la verdad - El viaje - Regreso - Meditación en el Sur - Música vieja - Lo traigo andado - Igual que a Garcilaso - La casa - Una música para el viento - Calentura - A vueltas |  | - Canción de Otoño - Al aire de su vuelo - Acción de gracias - Estampa - Danza de la muerte a la luz de la luna en la ciudad de Baeza - Tiempo atrás - Rezo por los niños de entonces - Memorial a los niños de mañana - Cartas al sur de París - Oratorio ante una tumba en el Sur - Para acabar |